# لورنزو مامبرینی
لورنزو مامبرینی (انگلیسی: Lorenzo Mambrini؛ زادهٔ ۳ ژوئیهٔ ۱۹۷۸) بازیکن فوتبال اهل ایتالیا است.